# Libertyville (Illinois)
Pour les articles homonymes, voir Libertyville (homonymie).
Libertyville est une localité de l'Illinois, située dans le comté de Lake faisant partie de la commune de Libertyville Township. Lors du recensement de 2010, sa population s’élevait à 20 315 habitants. Située dans la banlieue nord de Chicago, à 8 km à l'ouest du lac Michigan, sur la rivière Des Plaines, au sud-ouest de Waukegan et à l'est de Lake Forest.

## Géographie
Selon le bureau du recensement des États-Unis, Libertyville a une superficie totale de 23,7 km2, dont 22,8 km2 de terre et 0,9 km2 d'eau (3,8 %).

## Personnalités liées à la ville
- Zak Orth, acteur.
- Jo Jorgensen, femme politique.
- Tom Morello, guitariste.